# Lire du royaume d'Italie napoléonien
Pour les articles homonymes, voir Lire (monnaie).
La lire est l'ancienne monnaie officielle du royaume d'Italie fondé par Napoléon Ier. Divisée en 100 centesimi ou 20 soldi, cette monnaie circula de 1806 à 1814, et continua d'avoir cours légal dans tout le royaume de Lombardie-Vénétie jusqu'en janvier 1827.
Fondé le 17 mars 1805, le royaume comprend les régions de Lombardie et de Vénétie, intégrant l'ancienne République italienne (1802-1805), plus les anciens États de la République vénitienne dissoute en 1797, soit une grande partie de l'Italie du Nord. Le 26 mai suivant, Napoléon accepte d'y être roi, six mois après son couronnement impérial à Paris. Le 26 mars 1806, il institue par décret la création de la lire, amarrée au franc français tel qu'il a été défini le 28 mars 1803. Les modules monétaires sont strictement similaires aux monnaies françaises en termes de poids et de dimensions, à part quelques différences notables sur les petites pièces divisionnaires. Le portrait du roi apparaît, tête nue, sur les pièces en argent et en or, et sur certaines pièces en cuivre, avec la légende Napoleone imperatore e re. L'institution financière de référence est la Banque de France.
Cette monnaie peut circuler dans la principauté de Lucques et Piombino et dans le royaume de Naples et des Deux-Siciles. 
La lire napoléonienne reste en circulation après le 25 mai 1814 ; le pouvoir autrichien qui prend alors place fonde une nouvelle monnaie en 1822, la lire du royaume de Lombardie-Vénétie, avec un taux de conversion de 1,163 lire pour un florin.

## Pièces de monnaie

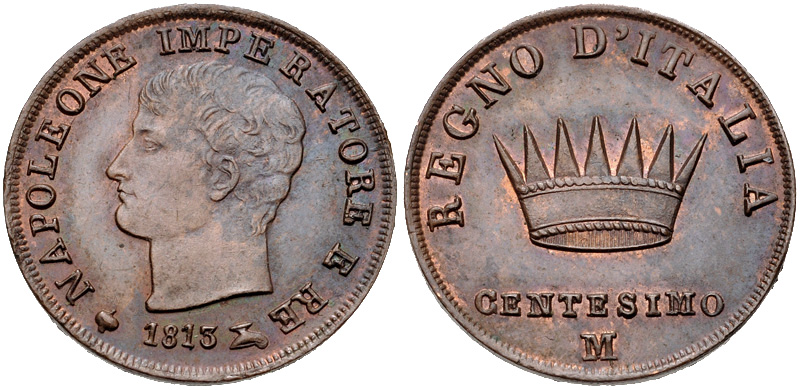
Pièce de 1 centesimo (1813), cuivre, avec la couronne de fer (verso).

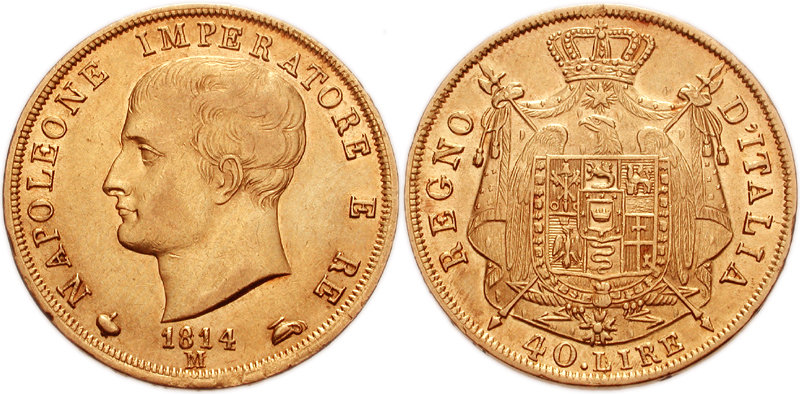
Pièce de 40 lires (1814), or, frappée à Milan, recto/verso.

Trois ateliers se chargent de la frappe monétaire : Milan (M), Venise (V) et Bologne (B). Ces pièces de monnaie font partie des napoléonides à l'effigie de Napoléon et sa famille mise en place dans les États satellites de l'Empire français.
Sont fabriquées des pièces de 1 centesimo, 3 centesimi, 1 soldo (5 centesimi) en cuivre, de 10 centesimi en billon (argent à 200/1000e), de 5, 10 et 15 soldi (25, 50 et 75 cent.), 1, 2, et 5 lires en argent 900/1000e. En or, sont frappées des pièces de 20 et 40 lires avec un aloi de 900/1000e. Le nom du graveur de la série est Luigi Manfredini (1771-1840).
Au revers des monnaies, apparaît un écu écartelé à cinq quartiers : au 1 des États du Pape (Émilie-Romagne), au 2 de Milan, au 3 de Venise, au 4 de Ligurie, au 5 de Savoie-Sardaigne, posé sur le tout un écu d'Italie aux armes de la Couronne de Fer, entouré du collier de la Légion d'Honneur, soutenu par une aigle posée sur un foudre surmonté d'une étoile ; le tout posé sur un manteau couronné, brochant deux hallebardes.